# Rugby League International Federation
Rugby League International Federation (RLIF) är det internationella förbundet för rugby league. och bildades 1998 i Sydney. där också högkvarteret finns. Föregångare var International Rugby League Board och Super League International Board.
RLIF ansvarar för spelreglerna, utvecklingen, administrationen-organisationen samt större tävlingar, bland annat världsmästerskap och Four Nations.
Under RLIF sorterar Rugby League European Federation (RLEF) och Pacific Islands Rugby League Federation (PIRLF).

### Fotnoter
1. 1 2  ”World Cup rules spelled out”. Sky Sports. 31 juli 2008. http://www.skysports.com/story/0,19528,12196_3890777,00.html. Läst 6 december 2009.
2. ↑  Hickey, Julia (2006). Understanding Rugby League. UK: Coachwise. sid. 11. ISBN 978-1-905540-10-5. http://books.google.com/books?id=GU3ezfInjVwC&printsec=frontcover&source=gbs_ge_summary_r&cad=0#v=onepage&q&f=false. Läst 20 februari 2011
3. 1 2  Clay, Graham, red. (1998), Open Rugby (Brighouse, UK: League Publications) (210):  14 (publicerad September 1998), ISSN 0958-5427
4. ↑  SPARC, 2009: 24